# کمپلکس فعال

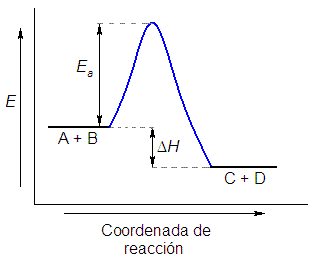
نمودار انرژی بالقوه برای یک واکنش فرضی A + B → C + D، که در آن Ea انرژی فعال‌سازی و ΔH افزایش آنتالپی واکنش است.

کمپلکس فعال (به انگلیسی: Activated complex)آرایشی از اتمها در نقطه زینی سطح انرژی پتانسیل است.
کمپلکس فعال به عنوان یک واسط مابین واکنشگرها و محصولات عمل می‌کند و دارای بیشترین انرژی در طی واکنش شیمیایی است.